# Groot-Brittannië op de Olympische Winterspelen 2014
Groot-Brittannië is een van de landen die deelnam aan de Olympische Winterspelen 2014 in Sotsji, Rusland.

## Medailleoverzicht
| Sport       | Olympiër                                                                  | Onderdeel  | Medaille |
| ----------- | ------------------------------------------------------------------------- | ---------- | -------- |
| Skeleton    | Elizabeth Yarnold                                                         | Vrouwen    | Goud     |
| Curling     | Scott Andrews Tom Brewster Greg Drummond Michael Goodfellow David Murdoch | Mannen     | Zilver   |
| Curling     | Eve Muirhead Anna Sloan Vicki Adams Claire Hamilton Lauren Gray           | Vrouwen    | Brons    |
| Snowboarden | Jenny Jones                                                               | Slopestyle | Brons    |

## Deelnemers en resultaten
(m) = mannen, (v) = vrouwen 

### Alpineskiën
| Olympiër      | Onderdeel        | Resultaat | Prestatie                                                       |
| ------------- | ---------------- | --------- | --------------------------------------------------------------- |
| David Ryding  | Slalom (m)       | 17e       | 1e run: 49,40 (27e) 2e run: 56,51 (17e) totaal: 1.45,91 (+4,07) |
|               |                  |           |                                                                 |
| Chemmy Alcott | Combinatie (v)   |           |                                                                 |
| Chemmy Alcott | Afdaling (v)     |           |                                                                 |
| Chemmy Alcott | Reuzenslalom (v) |           |                                                                 |
| Chemmy Alcott | Super G (v)      |           |                                                                 |

### Biatlon
| Olympiër          | Onderdeel       | Resultaat | Prestatie |
| ----------------- | --------------- | --------- | --------- |
| Lee-Steve Jackson | Individueel (m) |           |           |
| Lee-Steve Jackson | Sprint (m)      |           |           |
|                   |                 |           |           |
| Amanda Lightfoot  | Individueel (v) |           |           |
| Amanda Lightfoot  | Sprint (v)      |           |           |

### Bobsleeën
| Olympiër                                                  | Onderdeel    | Resultaat | Prestatie |
| --------------------------------------------------------- | ------------ | --------- | --------- |
| Lamin Deen John Baines                                    | Tweemans (m) |           |           |
| John James Jackson Bruce Tasker Joel Fearon Stuart Benson | Viermans (m) |           |           |
| Lamin Deen John Baines Andrew Matthews Ben Simons         | Viermans (m) |           |           |
|                                                           |              |           |           |
| Paula Walker Rebekah Wilson                               | Tweemans (v) |           |           |

### Curling
| Olympiër                                                                  | Onderdeel | Resultaat | Prestatie |
| ------------------------------------------------------------------------- | --------- | --------- | --------- |
| David Murdoch Greg Drummond Scott Andrews Michael Goodfellow Tom Brewster | Mannen    |           |           |
|                                                                           |           |           |           |
| Eve Muirhead Anna Sloan Vicki Adams Claire Hamilton Lauren Gray           | Vrouwen   | Brons     |           |

### Freestyleskiën
| Olympiër          | Onderdeel      | Resultaat | Prestatie |
| ----------------- | -------------- | --------- | --------- |
| Murray Buchan     | Halfpipe (m)   |           |           |
| James Machon      | Halfpipe (m)   |           |           |
| James Woods       | Slopestyle (m) |           |           |
|                   |                |           |           |
| Rowan Cheshire    | Halfpipe (v)   |           |           |
| Emma Lonsdale     | Halfpipe (v)   |           |           |
| Katie Summerhayes | Slopestyle (v) |           |           |

### Kunstrijden
| Olympiër                                                                               | Onderdeel | Resultaat | Prestatie |
| -------------------------------------------------------------------------------------- | --------- | --------- | --- |
| Jenna McCorkell                                                                        | Vrouwen   | 25e       | 48.34 (korte kür: 48.34, vrije kür niet bereikt) |
| Stacey Kemp David King                                                                 | Paren     | 19e       | 44.98 (korte kür: 44.98, vrije kür niet bereikt) |
| Penny Coomes Nicholas Buckland                                                         | IJsdansen | 10e       | 151.11 (korte kür: 59.33, vrije kür: 91.78) |
| Matthew Parr Jenna McCorkell Stacey Kemp / David King Penny Coomes / Nicholas Buckland | Team      | 10e       | 8 punten mannen - korte kür: 2 ptn. (57.40), vrije kür niet bereikt vrouwen - korte kür: 1 pt. (50.09), vrije kür niet bereikt paren - korte kür: 1 pt. (44.70), vrije kür niet bereikt ijsdansen - korte kür: 4 ptn. (52.93), vrije kür niet bereikt |

### Langlaufen
| Olympiër                     | Onderdeel          | Resultaat | Prestatie |
| ---------------------------- | ------------------ | --------- | --------- |
| Andrew Musgrave              | Sprint (m)         |           |           |
| Andrew Musgrave              | 15 km klassiek (m) |           |           |
| Callum Smith                 | Sprint (m)         |           |           |
| Callum Smith                 | 15 km klassiek (m) |           |           |
| Callum Smith                 | 30 km skiatlon (m) |           |           |
| Andrew Young                 | Sprint (m)         |           |           |
| Andrew Young                 | 15 km klassiek (m) |           |           |
| Andrew Musgrave Andrew Young | Teamsprint (m)     |           |           |
|                              |                    |           |           |
| Rosamund Musgrave            | Sprint (v)         |           |           |
| Rosamund Musgrave            | 10 km klassiek (v) |           |           |

### Shorttrack
| Olympiër            | Onderdeel  | Resultaat | Prestatie                                                                     |
| ------------------- | ---------- | --------- | ----------------------------------------------------------------------------- |
| Jon Eley            | 500 m (m)  | 7e        | series: 41,554 (2e) KF-4: 41,337 (2e) HF-2: 41,441 (4e) B-finale: 41,870 (3e) |
| Jon Eley            | 1000 m (m) |           |                                                                               |
| Richard Shoebridge  | 1000 m (m) |           |                                                                               |
| Jack Whelbourne     | 500 m (m)  | 27e       | series: 42,513 (4e)                                                           |
| Jack Whelbourne     | 1000 m (m) |           |                                                                               |
| Jack Whelbourne     | 1500 m (m) |           |                                                                               |
|                     |            |           |                                                                               |
| Elise Christie      | 500 m (v)  |           |                                                                               |
| Elise Christie      | 1000 m (v) |           |                                                                               |
| Elise Christie      | 1500 m (v) |           |                                                                               |
| Charlotte Gilmartin | 500 m (v)  |           |                                                                               |
| Charlotte Gilmartin | 1500 m (v) |           |                                                                               |

### Skeleton
| Olympiër          | Onderdeel | Resultaat | Prestatie                               |
| ----------------- | --------- | --------- | --------------------------------------- |
| Kristan Bromley   | Mannen    | 8e        | 3.48,17 (57,24 / 57,02 / 57,17 / 56,74) |
| Dominic Parsons   | Mannen    | 10e       | 3.48,36 (57,23 / 57,17 / 57,00 / 56,96) |
|                   |           |           |                                         |
| Shelley Rudman    | Vrouwen   | 16e       | 3.56,47 (59,46 / 59,33 / 58,82 / 58,86) |
| Elizabeth Yarnold | Vrouwen   | Goud      | 3.52,89 (58,43 / 58,46 / 57,91 / 58,09) |

### Snowboarden
| Olympiër          | Onderdeel          | Resultaat | Prestatie |
| ----------------- | ------------------ | --------- | --------- |
| Dominic Harington | Halfpipe (m)       |           |           |
| Ben Kilner        | Halfpipe (m)       |           |           |
| Billy Morgan      | Slopestyle (m)     |           |           |
| Jamie Nicholls    | Slopestyle (m)     |           |           |
|                   |                    |           |           |
| Zoe Gillings      | Snowboardcross (v) |           |           |
| Aimee Fuller      | Slopestyle (v)     |           |           |
| Jenny Jones       | Slopestyle (v)     |           |           |